# Воронцівка (Куп'янський район)
Воронці́вка — село в Україні, у Куп'янському районі Харківської області. Входить до складу Курилівської сільської громади. Населення становить 27 осіб.
Станом на 22.04.2010 в селі проживає 12 осіб.[джерело?]

## Географія
Село Воронцівка знаходиться на лівому березі річки Синиха, вище за течією на відстані 2 км розташоване село Іванівка, нижче за течією на відстані 2 км розташоване село Синиха, вище по течії — колишнє село Іванівка.

## Історія
Під час організованого радянською владою Голодомору 1932—1933 років померло щонайменше 7 жителів села.
До 2020 року орган місцевого самоврядування — Лісностінківська сільська рада.
19 липня 2020 року, в результаті адміністративно - територіальної реформи та ліквідації колишнього Куп'янського району (1923— 2020), село увійшло до складу новоутвореного Куп'янського району Харківської області. 

## Населення

### Мова
Розподіл населення за рідною мовою за даними перепису 2001 року:
| Мова       | Кількість | Відсоток |
| ---------- | --------- | -------- |
| українська | 22        | 81.48%   |
| російська  | 4         | 14.82%   |
| румунська  | 1         | 3.70%    |
| Усього     | 27        | 100%     |

## Відомі мешканці
- Овчар Анастасія Олександрівна